# 番 (春秋)
番（ばん）は、周代の諸侯国。潘・鄱とも呼ばれる。爵位は伯爵。国君は己姓で遠古時代の祝融八姓の一つの昆吾の末裔。楚と国源が同じである。
西周及び其の以前の番は現在の河南省焦作市温県付近に存在した。西周末年に淮河の上流（現在の河南省信陽市一帯）に南遷した。春秋早期以後は固始・淮浜地区に東遷した。西周中晩期、番の貴族は周王室の要職に付き、『詩・小雅・十月之什』には「番維司徒」とある。「番氏嫁女于周」、周王室の縁戚となった。春秋中期に楚の附庸国となり、呉によって併呑された。『春秋左氏伝』定公六年には「呉太子終纍敗楚舟師，獲潘子臣、小惟子及大夫七人」と、『史記』楚世家には「呉復伐楊，取番。夫差曾在番国旧地与楚国征戦，史曰守番」とある。
国姓は己姓で昆吾の末裔。楚の君王とは同源。番は楚の附庸国になると、公族は楚に仕えた。楚の穆王の太師の潘崇や荘王の太師の潘尫が著名である。

## 歴代君主
- 番伯官曾（番伯官曾𦉢[注 1]、西周晩期）
- 番伯者孫（番伯者孫鬲、西周晩期）
- 番君𨠣[注 2]伯（番君𨠣伯鬲、西周末東周初）
- 番君□[注 3]（番君□[注 3]匜、春秋早期）
- 番君酓（番君酓匜、春秋早期前段）
- 番君者君（番君者君鼎、春秋早期後段）
- 番君伯攏（番君伯攏盤、春秋早至中期）
- 番君召（番君召簠、春秋早至中期）
- 鄱子成周（潘子成周編鐘）
- 潘子（『春秋左氏伝』昭公十二年、紀元前530年）
- 潘子臣（中国語版）（『春秋左氏伝』定公六年、紀元前504年）

## 遺跡

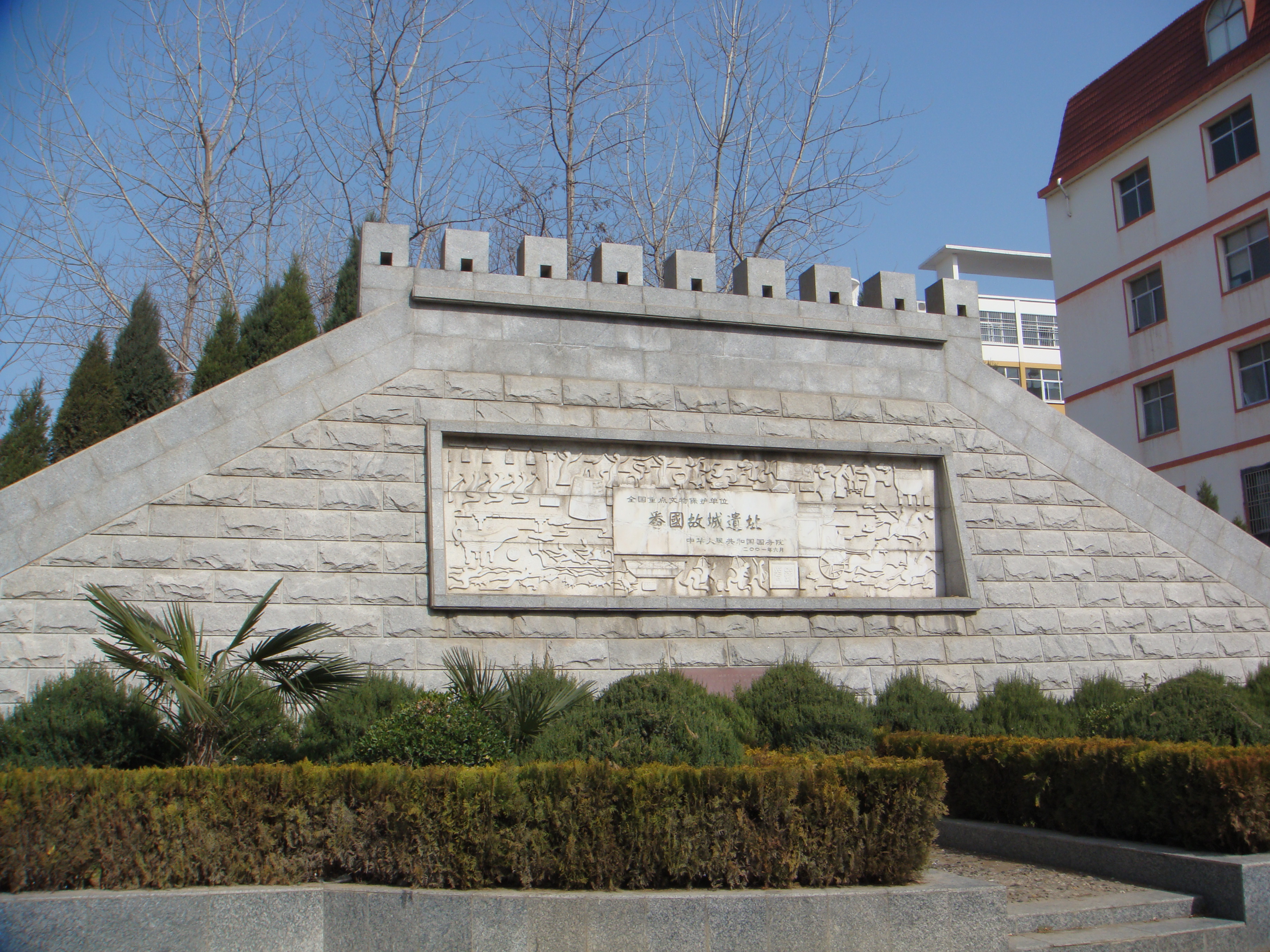
番国故城

- 番国故城（中国語版）番国故城